# Дербенник иссополистный
Дербенник иссополистный (лат. Lythrum hyssopifolia) — однолетнее травянистое растение, вид рода Дербенник (Lythrum) семейства Дербенниковые (Lythraceae).

## Ботаническое описание
Однолетнее травянистое растение высотой от 5 до 30, редко до 60 см. Стебель в основном прямостоячий, на открытых местах также несколько распростёртый, неразветвлённый или сильно ветвящийся, более или менее сине-зелёного цвета, полностью голый. Стебель имеет узкие, перепончатые продольные края.
Стеблевые листья обычно очерёдные (часто противоположные у основания) и бесстебельные или короткочерешковые. Листовые пластинки стеблевых листьев линейно-ланцетные, длиной от 5 до 30 мм и шириной от 1 до 7 мм. Нижние стеблевые листья обычно эллиптические, средние — ланцетные, верхние — часто линейные.
Период цветения в Северном полушарии — с июня по сентябрь. Цветки имеют два небольших, шиловидных, постоянных прицветника. Цветки сидят поодиночке или обычно по два в углах листьев и короткостебельные в центре стебля.
Гермафродитные цветки слегка зигоморфные, четырёх-шестиклеточные с двойным околоцветником. Зубцы чашечки и промежуточные зубцы примерно одинаковой длины. Осевые чашечки трубчатые или воронковидные, длиной 3-4 мм, имеют столько же нервов, сколько чашечных и промежуточных зубцов. Четыре-шесть фиолетово-красных лепестков длиной всего 2-3 мм и вдвое меньше, чем осевая чашечка, на краю которой они расположены. Обычно от четырёх до шести тычинок одинаковой длины и расположены немного ниже центра осевой чашечки. Пестик с рыльцем достигает края осевой чашечки, но позже поднимается дальше растущим плодом.
Цилиндрическая капсула плода разрывается с помощью плодовых клапанов. Многочисленные семена светло-коричневого цвета.
Число хромосом 2n = 20.

## Распространение и экология
Геломорфный, мезоморфный терофит. Опыляется пчёлами, двукрылыми и чешуекрылыми или самоопылением. Диаспоры рассеиваются через воду.
Распространён в Центральной и Южной Европе, а также в северной и восточной Африке и Австралии, проникает на восток в Азии до Алтая и Ирана. Также встречается на Азорских и Канарских островах. Lythrum hyssopifolia — неофит в Норвегии, Швеции и Северной Америке.
В Центральной Европе встречается редко или очень редко и находится под серьёзной угрозой исчезновения. В региональном масштабе вид исчез полностью. Он отсутствует, в частности, в Альпах и на северо-западе Германии. Растёт в Силезии на высоте до 450 метров над уровнем моря и в Баден-Вюртемберге на высоте до 430 метров над уровнем моря.
Lythrum hyssopifolia растёт в сообществах карликового камыша (Isoeto-Nanojuncetea bufonii) на берегах, расчищенных канавах, дорожках и полях. Предпочтение отдается влажным или чередующимся влажным, богатым питательными веществами, часто слегка солёным суглинкам и глинистым почвам. Этот вид колонизирует такие участки в качестве растения-первопроходца. По мере развития сукцессии он быстро вытесняется более конкурентоспособными растениями. Однако его диаспоры могут сохраняться в почве очень долгое время и внезапно появляться вновь, когда образуются новые участки голой почвы (особенно в результате затопления или механической обработки почвы).

## Таксономия
Вид был впервые научно описан в 1753 году Карлом Линнеем в Species Plantarum, Tomus I, page 447. Линней принял название «Hyssopifolia» от Иоганна Баухина; видовое название «folia Hyssopi» на латыни означает «листья иссопа».